# Erik Sandvad
Erik Sandvad (født 27. januar 1945) er en tidligere dansk fodboldspiller, der i perioden 1967-1971 opnåede 22 landskampe, dog uden scoringer. Han var det meste af sin aktive klubkarriere tilknyttet AB.